# Comuna Pererosle, Bilohirea
Pererosle (în ucraineană Переросле) este o comună în raionul Bilohirea, regiunea Hmelnîțkîi, Ucraina, formată din satele Cervone, Kozîn și Pererosle (reședința).

## Demografie
Componența lingvistică a comunei Pererosle
     Ucraineană (99,21%)
     Alte limbi (0,69%)
Conform recensământului din 2001, majoritatea populației comunei Pererosle era vorbitoare de ucraineană (99,21%), existând în minoritate și vorbitori de alte limbi.